# وئام ديسلام
وئام ديسلام (ولدت في 22 أبريل 1987، الرباط، المغرب) لاعبة تايكوندو مغربية، تَخَصّصت في وزن أكثر من 67 كغم. خلال دورة الألعاب الأولمبية 2012 بلندن، تشرفت بحمل العلم المغربي خلال حفل افتتاح الدورة.

## إنجازاتها

### الألعاب الجامعية
- 2011 شينزين  الصين:  ميدالية فضية في وزن أكثر من 67 كغم.

### الألعاب الأولمبية
- 2012 لندن  المملكة المتحدة: مشاركة في وزن أكثر من 67 كغم.

## روابط خارجية
- وئام ديسلام على موقع TaekwondoData.com (الإنجليزية)
- وئام ديسلام على موقع اللجنة الأولمبية الدولية (الإنجليزية)
- وئام ديسلام على موقع أوليمبيديا (الإنجليزية)